# Yağhanlı, Koçarlı
Yağhanlı là một xã thuộc huyện Koçarlı, tỉnh Aydın, Thổ Nhĩ Kỳ. Dân số thời điểm năm 2010 là 194 người.